# Murray Lerner
Pour les articles homonymes, voir Lerner.
Murray Lerner, né à Philadelphie (Pennsylvanie) le 8 mai 1927 et mort le 2 septembre 2017 à New York, est un producteur, scénariste et réalisateur de cinéma américain, de films documentaires et de films d'essai.

## Filmographie
- 1956 : Secrets of the Reef
- 1967 : Festival  : documentaire sur le Newport Folk Festival (éditions de 1963 à 1965).
- 1978 : Sea Dream
- 1980 : De Mao à Mozart : Isaac Stern en Chine  : Oscar du meilleur film documentaire[2].
- 1982 : Magic Journeys  : Création de la Epcot Center, premier film d'animation en 3D, sur une chanson des Sherman Brothers.
- 1995 : Message to Love: The Isle of Wight Festival : documentaire sur le Festival de l'île de Wight 1970.
- 1996 :  Listening To You : The Who At The Isle Of Wight Festival
- 2002 : Blue Wild Angel : Jimi Hendrix à l'île de Wight
- 2004 :  Miles Electric: A Different Kind of Blue
- 2005 :  Rien n'est facile : Jethro Tull, à l'île de Wight
- 2006 :  The Birth Of A Band : Emerson, Lake & Palmer, Isle of Wight 1970
- 2007 :  Amazing Journey : The Story of The Who
- 2007 :  L'autre côté du miroir : Bob Dylan au Newport Folk Festival : Dylan images du Newport Folk Festival, 1963-65.

## Récompenses et distinctions
- Academy Awards : Meilleur documentaire - 1980 : De Mao à Mozart: Isaac Stern en Chine